# NGC 4462
NGC 4462 este o galaxie spirală situată în constelația Corbul. A fost descoperită în 26 martie 1789 de către William Herschel. Se află la o distanță de 32,51 de megaparseci de Pământ.